# Thesmoforiafesten
Thesmoforiafesten eller Kvinnornas sammansvärjning (klassisk grekiska: Θεσμοφοριάζουσαι Thesmoforiazousai) är en pjäs från 411 f.Kr. av den grekiske författaren Aristofanes. Den utspelar sig under Thesmoforiafestivalen som endast fick bevistas av kvinnor, där Atens kvinnor träffas för att diskutera att Euripides har förolämpat dem i sina pjäser. Euripides ber en manlig släkting att klä ut sig till kvinna och infiltrera mötet.
Pjäsen innehåller parodier av fyra tragedier av Euripides, varav en, Helena, finns bevarad. De övriga pjäserna som parodieras är Telefos, Palamedes och Andromeda.
Thesmoforiafesten hade förmodligen premiär vid Dionysia, men det är okänt vilken plats den slutade på i tävlingen.

## Svenska utgåvor
- Kvinnornas sammansvärjning (översättning Tord Bæckström, Forum, 1957)